# Taitatrast
Taitatrast (Turdus helleri) är en utrotningshotad afrikansk fågel i familjen trastar som enbart förekommer i ett litet område i Kenya.

## Utseende och läten
Taitatrasten är en medelstor (20–22 cm) trast med mörkfärgad ovansida samt mörkt huvud och bröst. Undersidan är vit med djupt roströda flanker. Näbben är starkt orangeröd, likaså en ring runt ögat. Lätet tros likna olivtrasten, men ska vara långsammare.

## Utbredning och systematik
Fågeln förekommer endast i Taita-klipporna och Kasigau i sydöstra Kenya. Länge behandlades taitatrast som underart till olivtrast, men urskiljs numera som egen art på grund av utseendemässiga och genetiska skillnader.

## Status och hot
Taitatrasten har ett mycket litet utbredningsområde på endast cirka 3,5 kvadratkilometer. Inom området är dess levnadsmiljö kraftigt fragmenterad och fortsätter att minska i både kvalitet och omfång. Internationella naturvårdsunionen IUCN kategoriserar arten som starkt hotad. Världspopulationen uppskattas till under 1000 vuxna individer.

## Namn
Fågelns vetenskapliga artnamn hedrar den amerikanske naturforskaren Edmund Heller (1875-1939).